# والت كورتيس
والت كورتيس (بالإنجليزية: Walt Curtis)‏ (4 يوليو 1941)؛ شاعر، رسام وروائي أمريكي.

## روابط خارجية
- والت كورتيس على موقع IMDb (الإنجليزية)
- والت كورتيس على موقع ألو سيني (الفرنسية)
- والت كورتيس على موقع ميوزك برينز (الإنجليزية)
- والت كورتيس على موقع أول موفي (الإنجليزية)
- والت كورتيس على موقع قاعدة بيانات الأفلام السويدية (السويدية)
- والت كورتيس على موقع قاعدة بيانات الفيلم (الإنجليزية)
- والت كورتيس على موقع كينوبويسك (الروسية)